# Vietnamese gemeenschap in België
De Vietnamese gemeenschap in België (ook wel Vietnamezen in België, of Vietnamese Belgen genoemd) bestaat uit in België wonende mensen van Vietnamese afkomst. In 2012 telde zij ongeveer 14.000 leden.

## Geschiedenis
De eerste Vietnamezen in België waren studenten uit Zuid-Vietnam. Na een lichte breuk met Frankrijk in 1965 zocht de Zuid-Vietnamese regering betere relaties met andere francofone landen. Al gauw begonnen grote aantallen Zuid-Vietnamezen die een hogere studie wilden volgen dit in België - vooral in Brussel, Luik en Leuven - in plaats van in Frankrijk te doen.
Een veel grotere groep Vietnamezen kwam vanaf 1978 als bootvluchteling naar België. Net als de Vietnamezen in Frankrijk stonden zij voornamelijk hoger op de sociaaleconomische ladder en integreerden dankzij hun taal- en cultuurkennis vlotter dan de Vietnamese vluchtelingen in Noord-Amerika, Australië en de rest van Europa.
Na de val van de Berlijnse muur in 1989 migreerden een aantal Vietnamezen die als gastarbeiders naar Oostbloklanden gebracht waren door naar België. Er kwamen vooral veel Vietnamezen uit (voormalig) Oost-Duitsland, waar de regering na de hereniging pogingen deed de Vietnamezen te repatriëren.
Sinds 2009 smokkelen Vietnamese bendes "tuiniers" uit Vietnam naar België om in de hennepteelt te werken.

## Demografie

### Verspreiding
Een groot deel van de Vietnamese Belgen woont in Brussel en de omliggende gemeenten. Het Vietnamese zakendistrict is geconcentreerd langs de Anspachlaan. De rest woont grotendeels in Wallonië, vooral in en rond Luik.

### Religie
De overgrote meerderheid van de Vietnamese Belgen is ten minste op papier boeddhist. Zij volgen de Mahayana-stoming met invloeden uit het Confucianisme.

## Sociaaleconomische status
De Vietnamezen zijn over het algemeen goed geïntegreerd in de Belgische samenleving. De Vietnamezen die als bootvluchteling kwamen, hadden over het algemeen een goede kennis van het Frans en konden daardoor gemakkelijk studeren of werk vinden. (Sommige Vietnamese vluchtelingen vestigden zich in Vlaanderen en leerden Nederlands. De meesten verhuisden echter naar Franstalig België.)
Vietnamese Belgen die in België geboren zijn zijn erg succesvol in het onderwijs. Zij hebben gemiddeld hogere cijfers en bezoeken vaker de universiteit dan autochtone Belgen.